# Понкарале
Понкарале (итал. Poncarale) је насеље у Италији у округу Бреша, региону Ломбардија.
Према процени из 2011. у насељу је живело 4774 становника. Насеље се налази на надморској висини од 95 м.

## Становништво
Према резултатима пописа становништва 2011. у општини је живело 5.219 становника.
| 1951. | 1961. | 1971. | 1981. | 1991. | 2001. | 2011. |
| ----- | ----- | ----- | ----- | ----- | ----- | ----- |
| 2.813 | 2.641 | 2.623 | 3.019 | 3.301 | 4.132 | 5.219 |